# Шевцов, Илья Юрьевич
Илья́ Ю́рьевич Шевцо́в (род. 25 января 1996) — российский хоккеист. Вратарь сборной России по сурдохоккею. Чемпион зимних Сурдлимпийских игр (2015), бронзовый призёр зимних Сурдлимпийских игр (2019), чемпион мира (2013). Заслуженный мастер спорта России.

## Биография
Родился 25 января 1996 года в городе Северске Томской области. С 5 лет занимается хоккеем. В 10 лет начал заниматься хоккеем у Олега Борисовича Снеговского в Северске. С 2010 года проживает в Бердске. В 2012 году стал в составе команды Новосибирского центра высшего спортивного мастерства (инвалидов по слуху) чемпионом России среди глухих, за что ему было присвоено звание «кандидат в мастера спорта». Член сурдлимпийской сборной команды России по хоккею с 2012 года. С 2013 по 2015 год играет за основу клуба МХЛ «Кристалл» на позиции вратаря. В сезоне 2016-2017 гг. играл в Первенстве ВХЛ за смоленский «Славутич». С 2017 года играет за клуб Первенства Сибирской студенческой хоккейной лиги «Томич» и работает тренером в ДЮСШ «Смена».  

## Награды и спортивные звания
- Почётная грамота Президента Российской Федерации (8 апреля 2015 года) — за выдающийся вклад в повышение авторитета Российской Федерации и российского спорта на международном уровне и высокие спортивные достижения на XVIII Сурдлимпийских зимних играх 2015 года[5].
- Почётная грамота Губернатора Новосибирской области (22 апреля 2015 года) — за успешное выступление на Сурдлимпийских играх  и достойное представление Новосибирской области.[6]
- Заслуженный мастер спорта России (2015).
- Мастер спорта международного класса (2015 ).